# Обериха
Обериха — деревня в Грязовецком районе Вологодской области.
Входит в состав Комьянского муниципального образования, с точки зрения административно-территориального деления — в Ведерковский сельсовет.
Расстояние до районного центра Грязовца по автодороге — 36,3 км, до центра муниципального образования Хорошево по прямой — 8 км. Ближайшие населённые пункты — Ведерково, Ивняк, Сычево, Низовка.
По переписи 2002 года население — 2 человека.